# Dracontomyia riveti
Dracontomyia riveti är en tvåvingeart som beskrevs av Becker 1919. Dracontomyia riveti ingår i släktet Dracontomyia och familjen borrflugor.
Artens utbredningsområde är Ecuador. Inga underarter finns listade i Catalogue of Life.